# Tak 2 : Le Sceptre des rêves
Tak 2 : Le Sceptre des rêves (Tak 2: The Staff of Dreams) est un jeu vidéo de plates-formes développé par Avalanche Software et édité par THQ, sorti en 2004 sur GameCube, PlayStation 2, Xbox et Game Boy Advance.  Il s'agit de la suite de Tak and the Power of Juju et du deuxième volet de la série Tak and the Power of Juju . 

## Accueil
- Jeuxvideo.com : 14/20[1] - 11/20 (GBA)[2]